# Charte mondiale de la nature
Lire en ligne

Extrait du Journal officiel des Nations unies

La Charte mondiale de la nature  est un texte novateur et fondamental, d'importance mondiale et de haute valeur morale. 
Il a été proclamé le 28 octobre 1982, dix ans après la conférence de Stockholm et 10 ans avant la conférence de Rio, sous la forme d'une résolution ; la «  Résolution 37/7 de l'Assemblée générale des Nations unies  », qui - pour la première fois - consacre l'importance pour la survie de l'humanité de la protection de la nature et des écosystèmes. Elle préfigure aussi la notion de développement soutenable (sustainable development) qui sera plus largement développé à Rio. 
C'est le premier texte d'une telle valeur morale à introduire aussi explicitement la notion de générations futures et à proclamer des «  principes de conservation, au regard desquels tout acte de l’homme affectant la nature doit être guidé et jugé  ». Il vise la protection des espèces sauvages, mais aussi «  domestiques  », et consacre la nécessité de maintenir gérer et restaurer les habitats et ressources naturelles que l'Homme utilise «  sans compromettre pour autant l’intégrité des autres écosystèmes  ». C'est le premier texte qui dans le monde définit explicitement un niveau d'exigence dans la restauration des zones dégradées par l'homme : Elles doivent être réhabilitées pour redevenir « conformes à leur potentiel naturel » .
Le texte a été voté avec 111 voix pour, 18 abstentions et une voix contre (celle du représentant des États-Unis).

## Présupposés et attendus
Le préambule de la charte et son texte introductif reconnaissent clairement et explicitement «  l’importance suprême  » ;
- «  de la protection des systèmes naturels  »,
- du maintien de l’équilibre et de la qualité de la nature et
- «  de la conservation des ressources naturelles  »,

… «  dans l’intérêt des générations présentes et à venir  »,
L'ONU se dit consciente dans le préambule que 
a) « L’humanité fait partie de la nature et la vie dépend du fonctionnement ininterrompu des systèmes naturels qui sont la source d’énergie et de matières nutritives »,
b) « La civilisation a ses racines dans la nature, qui a modelé la culture humaine et influé sur toutes les œuvres artistiques et scientifiques, et c’est en vivant en harmonie avec la nature que l’homme a les meilleures possibilités de développer sa créativité, de se détendre et d’occuper ses loisirs ».
L'ONU se dit convaincue que :
a) « Toute forme de vie est unique et mérite d’être respectée, quelle que soit son utilité pour l’homme et, afin de reconnaître aux autres organismes vivants cette valeur intrinsèque1 l’homme doit se guider sur un code moral d’action »,
b) « L’homme peut, par ses actes ou par leurs conséquences, transformer la nature et épuiser ses ressources et doit, de ce fait, pleinement reconnaître qu’il est urgent de maintenir l’équilibre et la qualité de la nature et de conserver les ressources naturelles ».
L'ONU se dit persuadée que :
a) « Les bienfaits durables qui peuvent être obtenus de la nature sont fonction du maintien des processus écologiques et des systèmes essentiels à la subsistance, ainsi que de la diversité des formes organiques, que l’homme compromet par une exploitation excessive ou par la destruction de l’habitat naturel »,
b) « La dégradation des systèmes naturels qui résulte d’une consommation excessive et de l’abus des ressources naturelles, ainsi que de l’incapacité d’instaurer parmi les peuples et les États un ordre économique approprié, conduit à l’effondrement des structures économiques, sociales et politiques de la civilisation »,
c) « La course aux ressources rares est génératrice de conflits tandis que la conservation de la nature et de ses ressources va dans le sens de la justice et contribue au maintien de la paix, et elle ne sera assurée que lorsque l’humanité aura appris à vivre en paix et à renoncer à la guerre et aux armements »,
Ce texte est moins connu que ceux des conventions mondiales signées 10 ans plus tard lors du sommet de la terre à Rio en juin 1992, mais il les préfigure.
En tant que charte, il a cependant surtout une valeur morale et d'engagement, et donc une moindre valeur juridique que les conventions sur la biodiversité ou le changement climatique.
Il a également moins de force que la Déclaration des droits de l'homme et du citoyen de 1789 ou que la Déclaration universelle des droits de l'homme. 

## Historique
Cette charte est aujourd'hui considérée comme l'une des étapes essentielles d'une prise de conscience environnementale de l'ONU. Elle proclame aussi une responsabilité partagée et l'urgente «  nécessité de mesures appropriées, aux niveaux national et international, individuel et collectif, privé et public, pour protéger la nature et promouvoir la coopération internationale dans ce domaine  »
Cette charte a été l'aboutissement d'un projet initié par le secrétariat général des Nations unies (Projet A/36/539).  

Deux ans plus tôt, par la résolution 3517 du 30 octobre 1980, l'ONU s’était déclarée persuadée que les bénéfices qui pouvaient être obtenus de la nature étaient fonction :
- du maintien des processus naturels
- de la diversité des formes de vie

Cette même résolution ajoutait que ces bénéfices étaient «  compromis du fait de l’exploitation excessive et de la destruction des habitats naturels  », et qu'il fallait «  prendre des mesures appropriées, aux niveaux national et international, pour protéger la nature et promouvoir la coopération internationale dans ce domaine  »
Le 27 octobre 1981, L'assemblée générale invitait le Secrétaire général à transmettre aux États membres le texte de la version révisée du projet de Charte mondiale de la nature contenu dans le rapport d'un Groupe spécial d’experts chargé d’examiner le projet de Charte mondiale de la nature, ainsi que toutes observations ultérieures des États, en vue d’un examen approprié par l’Assemblée générale à sa trente-septième session.
Le texte a été solennellement adopté et proclamé par la 48e séance plénière (37e session) et s'est prolongé bien au-delà, avec les sommets mondiaux de la Terre et un grand nombre de démarche orientées vers la protection de la biodiversité et du climat à échelle mondiale.

## Contenu de la charte
La charte comprend 3 grandes parties ; 1) principes généraux et transversaux, 2) objectifs, 3) moyens et modes d'application. 
La première partie rassemble les 5 premiers articles, généraux, qui précisent le champ (universel) d'application de la charte ;
- Le respect de la nature et la non-altération de ses processus essentiels (art 1 e 4), doivent être appliqués partout et en tous temps (art 3 et 4) ;
- pour les espèces sauvages comme pour les espèces domestiques (art.2).
- Les populations de toutes les espèces doivent être conservées «  à un niveau suffisant pour en assurer la survie  » (art 2), 
avec «  une protection spéciale sera accordée aux parties qui sont uniques, à des échantillons représentatifs de tous les différents types d’écosystèmes et aux habitats des espèces rares ou menacées  » (art 3), y compris contre les «  déprédations causées par la guerre ou d’autres actes d’hostilité  » (art 5).

La seconde partie  (articles 6 à 13) est consacré aux fonctions et objectifs de la charte. 
- L'article 1 pose le principe d'une exigence de transversalité ; il demande que l'environnement soit toujours pris en compte dans une nouvelle gouvernance qui devra dans tous les cas préalablement reconnaître «  qu’il n’est possible de satisfaire aux besoins de chacun qu’en assurant le fonctionnement adéquat des systèmes naturels  » et que «  la conservation de la nature doit faire partie intégrante des activités de développement socio-économique  » en tenant compte à long terme de la capacité des systèmes naturels (art 8).
- L'article 10 condamne le gaspillage et promeut l'utilisation raisonnée et rationnelle des ressources, c'est-à-dire sans compromettre leur renouvelabilité, et notamment en recyclant l'eau et en restaurant et protégeant l'humus des sol[2].
- L'article 11 pose un principe de précaution : «  Les activités qui risquent de causer des dommages irréversibles à la nature seront évitées  » (art 11-a ) et les autres seront contrôlées par «   les meilleures techniques disponibles, susceptibles de diminuer l’importance des risques ou d’autres effets nuisibles sur la nature  », après étude d'impact (alinéa 11c) et mesure de réduction des risques (art 11, alinéas 11b et 11c) ;
- …de plus la charge de la preuve revient au porteur de projet («  Les promoteurs devront prouver que les bénéfices escomptés l’emportent sur les dommages éventuels pour la nature  » précise l'alinéa 11b). 
L'alinéa 11d demande que l’agriculture, le pâturage, la sylviculture et la pêche ne surexploitent pas les ressources naturelles fournies par les écosystèmes. Ces activités doivent de plus être adaptées «  aux caractéristiques et limites naturelles des zones considérées  ». L'article 13 demande que les catastrophes naturelles soient prévenues, contrôlées ou limitées en traitant les causes de ces «  fléaux  », pour en éviter « des effets secondaires nuisibles pour la nature ».
- La charte insiste aussi sur le fait qu'il ne faut plus se contenter de protéger ce qui reste de la nature ; elle pose (alinéa 11-e de l'article 11) explicitement un niveau d'exigence dans la restauration des zones dégradées par l'homme : Elles doivent être réhabilitées pour redevenir «  conformes à leur potentiel naturel  ».
- L'article 12 proscrit tout rejet polluant dans tout le «  système naturel  », et quand ce rejet est inévitable, le polluant doit être «  traité à la source  » en utilisant «  les meilleurs moyens disponibles  » ; avec «  des précautions spéciales seront prises afin d’empêcher le rejet de déchets radioactifs ou toxiques  »

La troisième partie (articles 14 à 14) est consacré à la mise en œuvre de la charte ; Elle stipule que ;
- la législation et les pratiques des États membres de l'ONU doivent, comme la gouvernance internationale, et tous et chacun appliquer les principes de la charte (Art. 14),
- les connaissances environnementales («  relatives à la nature  ») seront « largement diffusées par tous les moyens possibles, en particulier par l’enseignement mésologique qui fera partie intégrante de l’éducation générale  »… et ceci dans la plus totale transparence (On s’efforcera sans cesse d’approfondir la connaissance de la nature grâce à la recherche scientifique et de diffuser les informations ainsi obtenues sans restriction d’aucune sorte précise l'Art 18.)
- Tout plan ou programme doit contenir «  parmi ses éléments essentiels  », l’élaboration de «  stratégies de conservation de la nature, l’établissement d’inventaires portant sur les écosystèmes et l’évaluation des effets sur la nature des politiques et activités projetées : tous ces éléments seront portés à la connaissance du public par des moyens appropriés et en temps voulu pour qu’il puisse effectivement être consulté et participer aux décisions  ». (art 16), ce qui sera permis par des «  moyens financiers, les programmes et les structures administratives nécessaires pour atteindre les objectifs de la conservation de la nature  ».
- une surveillance environnementale affinée (préfiguration d'un observatoire mondial de l'environnement ?) et des indicateurs crédibles doivent être mis en place pour suivre «  l'état des processus naturels, des écosystèmes et des espèces  » pour qu’on puisse déceler le plus tôt possible toute dégradation ou menace, intervenir en temps utile et évaluer plus facilement les politiques et techniques de conservation (art 19). «  Les activités militaires préjudiciables à ta nature seront évitées  » ajoute l'Art. 20.
- la «  conservation de la nature  » est présentée comme un principe et devoir universels ; il est du devoir de tous ; du citoyen à la gouvernance mondiale, en passant par les entreprises et tous les niveaux de collectivités et d'autorités..) de la protéger (ex : art 21, 23…), sur les territoires relevant des états mais aussi « dans les zones au-delà des limites de juridiction nationale » (alinéa 21-e). 
Pour le permettre, l'article 23 stipule que toute personne («  individuellement ou avec d’autres personnes  ») doit avoir accès à la connaissance environnementale et pouvoir «  participer à l’élaboration des décisions qui concernent directement son environnement et, au cas où celui-ci subirait des dommages ou des dégradations, elle aura accès à des moyens, de recours pour en obtenir réparation  ».
- Chaque fois que possible les gouvernements et tous les acteurs de la société doivent coopérer (art 22) «  par des activités communes et autres actions appropriées, notamment par des échanges d’informations et par des consultations  », notamment pour (alinéa 20-b) établir des normes « pour les produits et procédés de fabrication risquant d’avoir des effets nuisibles sur la nature, ainsi que des méthodes d’évaluation de ces effets  »; créer et appliquer un droit environnemental international visant «  la conservation de la nature et la protection de l’environnement  » (alinéa 20-C) et à subsidiairement veiller «  ce que des activités exercées dans les limites de leur juridiction ou sous leur contrôle ne causent pas de dommage aux systèmes naturels situés à l’intérieur d’autres États, ni dans les zones situées en dehors des limites de juridiction nationale  »;

## Les effets de la charte dans le monde
Force est de constater comme l'a notamment montré l'évaluation des écosystèmes pour le millénaire (en l'an 2000) que ce texte - comme tous ceux qui l'ont précédé ou suivi - n'a pas suffi à permettre d'atteindre ses objectifs de protection de la nature (plus tard réduit à « stabiliser la perte de biodiversité à l'horizon 2012 (2010 pour l'Europe) », objectif qui semble encore difficilement atteignable.
Néanmoins, la charte a préfiguré de véritables changements dans l'opinion publique et la gouvernance. S'il ne mentionne pas encore le mot « biodiversité », il défend clairement la « diversité biologique »(art 9)) et s'il n'évoque pas encore explicitement le changement climatique, il évoque les « ressources (…) atmosphériques qu'utilise l'Homme » (art 4) et qu'il faut protéger et restaurer. Ce texte reste méconnu du grand public et de nombreux décideurs, mais il a préparé les esprits de nombreux responsables qui ont contribué à l'organisation des sommets mondiaux qui suivront 10 et 20 ans plus tard.

## Les effets de la charte en Europe
On peut considérer, mais de manière non mesurable que de nombreux textes (Directive, règlement, lois) environnementaux, dont la Charte de l’environnement ou le Grenelle de l'environnement en France lui doivent une partie de leur existence. Ils en déclinent en tous cas (plus ou moins fortement ou prioritairement) une grande partie des principes, et la charte est parfois explicitement citée comme référence, par exemple par un guide produit par le Conseil de l'Europe sur les plans de restauration d'espèces animales La Directive Habitats et le réseau écologique paneuropéen trouvent des racines dans l'article 2 de la charte «  la population de chaque espèce, sauvage ou domestique, sera maintenue au moins à un niveau suffisant pour en assurer là survie: les habitats nécessaires à cette fin seront sauvegardés  »